# 조지나 (벨라루스)

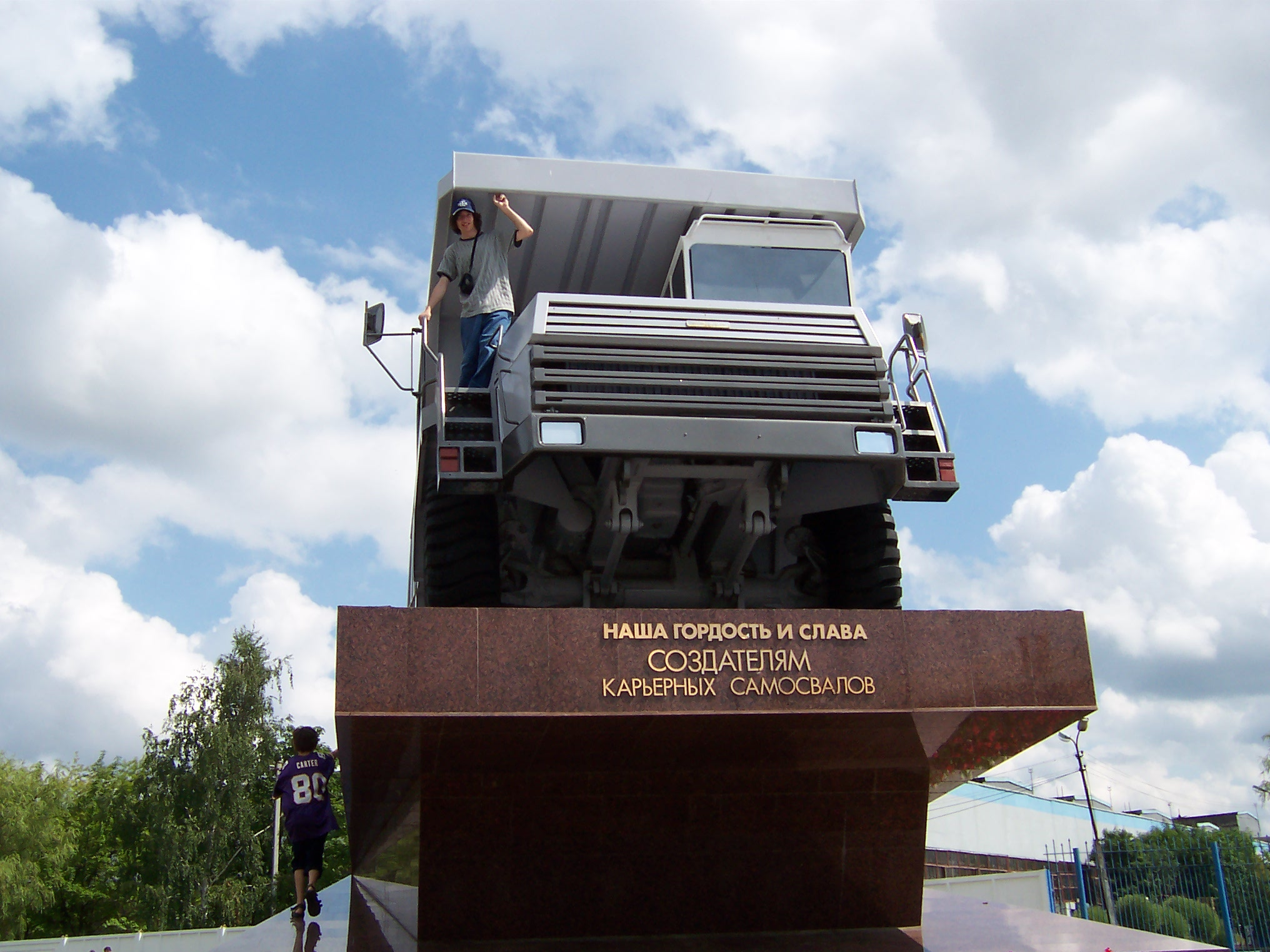
조지나에 위치한 벨라스(BelAZ) 트럭 공장

조지나(벨라루스어: Жодзiна, 러시아어: Жодино 조디노[*])는 벨라루스 민스크주에 위치한 도시이다. 벨라루스의 수도인 민스크에서 북동쪽으로 50km 정도 떨어진 곳에 위치하며 면적은 21,97km2, 인구는 65,451명(2021년 기준)이다.
1688년에 폴란드·리투아니아의 라지비우가가 소유한 영지가 되면서 처음 등장했으며 1963년에 시로 승격되었다. 벨라루스의 트럭·철도 차량 제조 기업인 벨라스(BelAZ) 공장이 위치한 곳이기도 하다.

시 문장